# 五大老

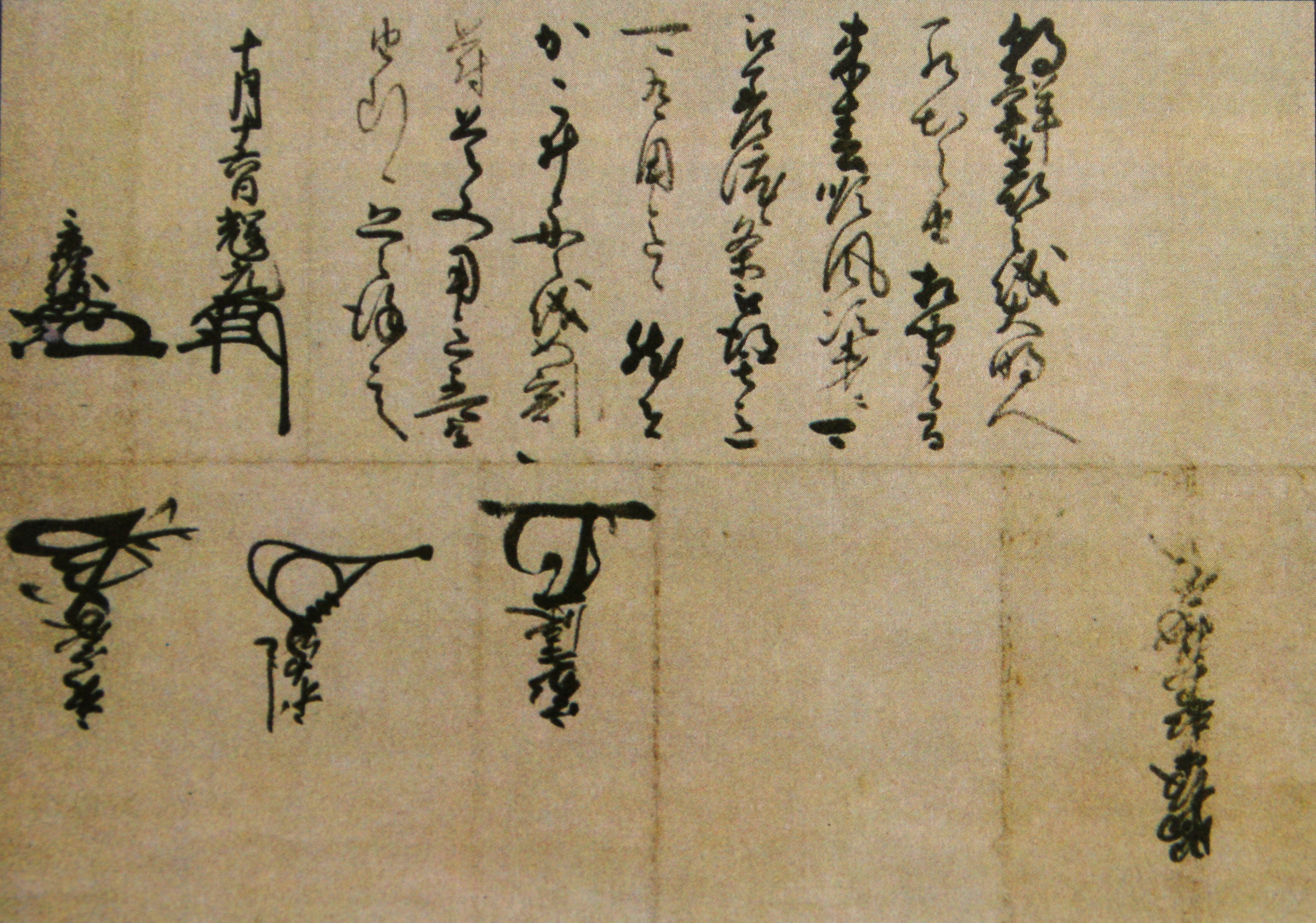
五大老の花押。上段左より上杉景勝・毛利輝元、下段左より宇喜多秀家・前田利家・徳川家康。下段は上下逆。

五大老（ごたいろう）とは、末期の豊臣政権の政務にあたった徳川家康・前田利家（後に前田利長）・毛利輝元・宇喜多秀家・小早川隆景（後に上杉景勝）の五大名を指す。ただし、上杉景勝の大老就任時期については異論もある（後述）。

## 概要
文禄4年（1595年）の秀次事件がもたらした政治危機を克服するため、豊臣秀吉は、有力大名が連署する形で「御掟」五ヶ条と「御掟追加」九ヶ条を発令して政権の安定を図った。この連署を行なった5人の有力大名、徳川家康・前田利家（没後は前田利長）・毛利輝元・宇喜多秀家・小早川隆景（没後は上杉景勝）が、豊臣政権の「大老」であると、後世みなされることになった。
慶長3年（1598年）夏、死の床にあった秀吉は、嫡子・豊臣秀頼成人までの政治運営にあたっては、前記の有力大名5人（既に病没していた小早川隆景を欠く）と石田三成ら豊臣家吏僚による合議制をとることを遺命した。いわゆる「五大老・五奉行」が制度化されたのである。
徳川家康は終始、大老内でも特段の地位を保持し続けていた（官位官職も正二位・内大臣と他の4人より高い）。秀吉はこの家康に対抗・牽制しうる人物として、「御掟・御掟追加」発令時は毛利輝元と小早川隆景を、「五大老・五奉行」制度化時は前田利家を充てていた。秀吉の死後は遺命により、家康が伏見城下にて政務をとり、利家は大坂城において秀頼の傅役とされた。
しかし、利家死後に家康は自分以外の大老を帰国させ、兵を率いて大坂城西の丸に入って秀頼を掌中に収め、中央において家康を掣肘する存在がなくなった。前田家は家康に人質を差し出し、残る三家は関ヶ原の戦いで敗れ、改易または大幅減知となり脱落、家康の単独支配体制が確立した。

## 五大老（五人の衆）
官位官職は秀吉が没した当時
- 徳川家康（関八州：武蔵・伊豆・相模・下総・上総・上野・下野など、255万石余） - 正二位・内大臣（「内府」）
- 毛利輝元（中国路：安芸ほか8か国で、120万5千石[5] ） - 従三位・前権中納言（「安芸中納言」）
- 上杉景勝（奥羽：会津・置賜・庄内および北陸：佐渡・東蒲原など、120万石）  - 従三位・前権中納言（「会津中納言」）
- 前田利家（北陸：能登・加賀半国など、83万石） - 従二位・前権大納言（「加賀大納言」）
  - 前田利長　〈〃・越中・加賀半国など、61万石余[注釈 2]〉 - 従三位・権中納言※慶長4年（1599年）父・利家死後（「加賀中納言」）
- 宇喜多秀家（山陽：備前・美作・備中半国・播磨赤穂郡など、57万石）- 従三位・権中納言（「備前中納言」）
- 小早川隆景（九州：筑前など、37万石） - 従三位・権中納言※慶長2年（1597年）病没（「備後中納言」）

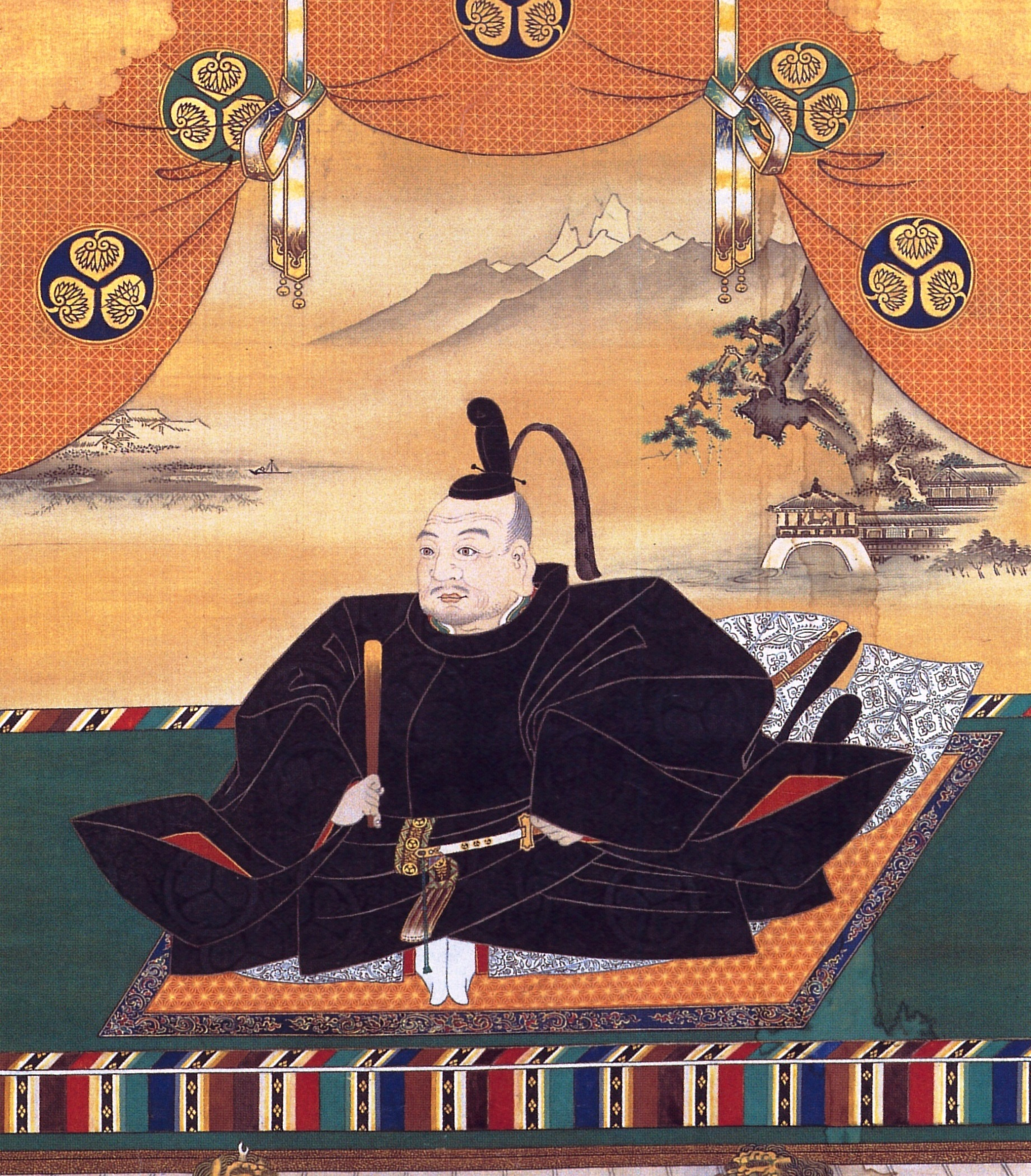
徳川家康
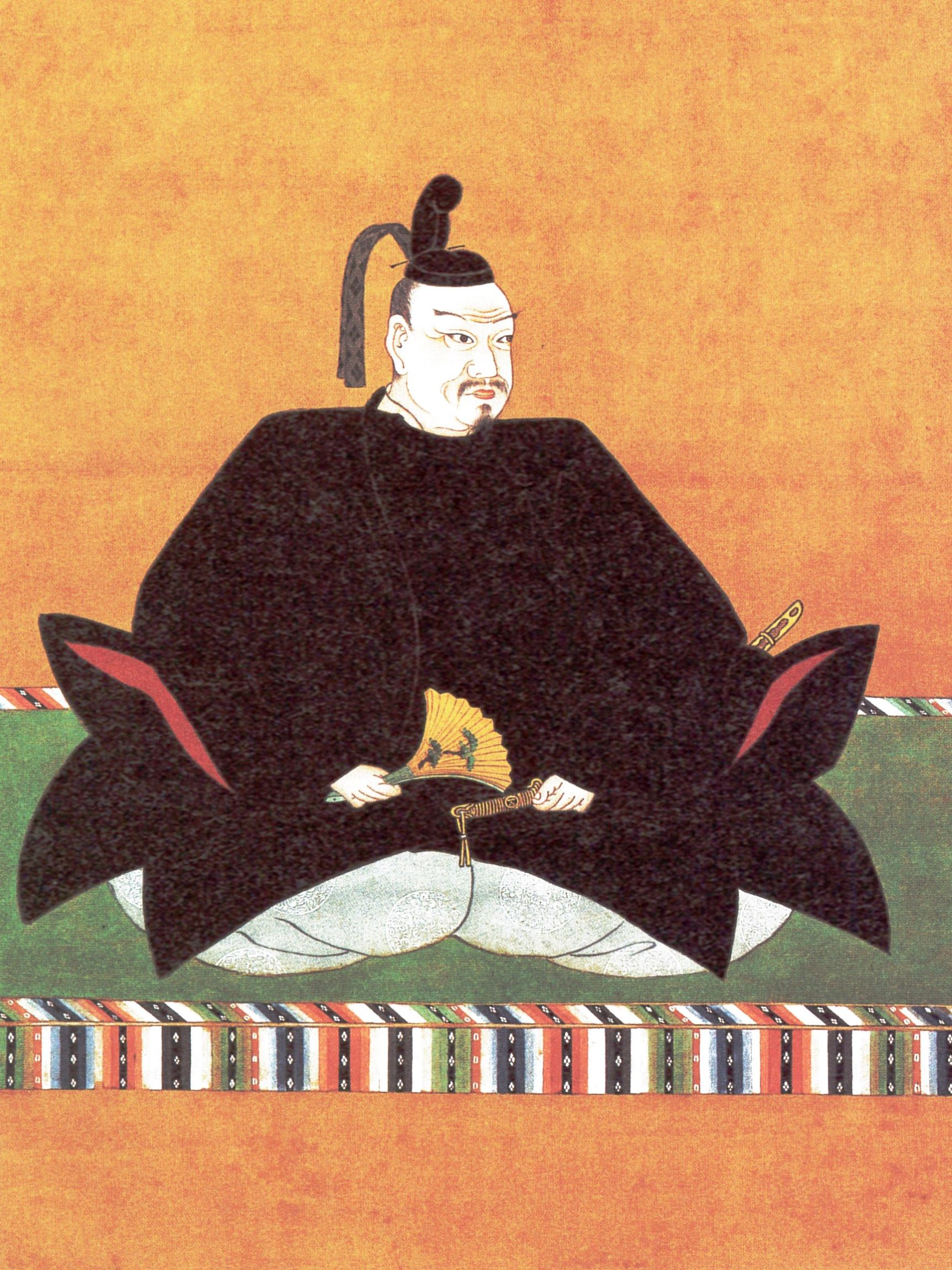
毛利輝元
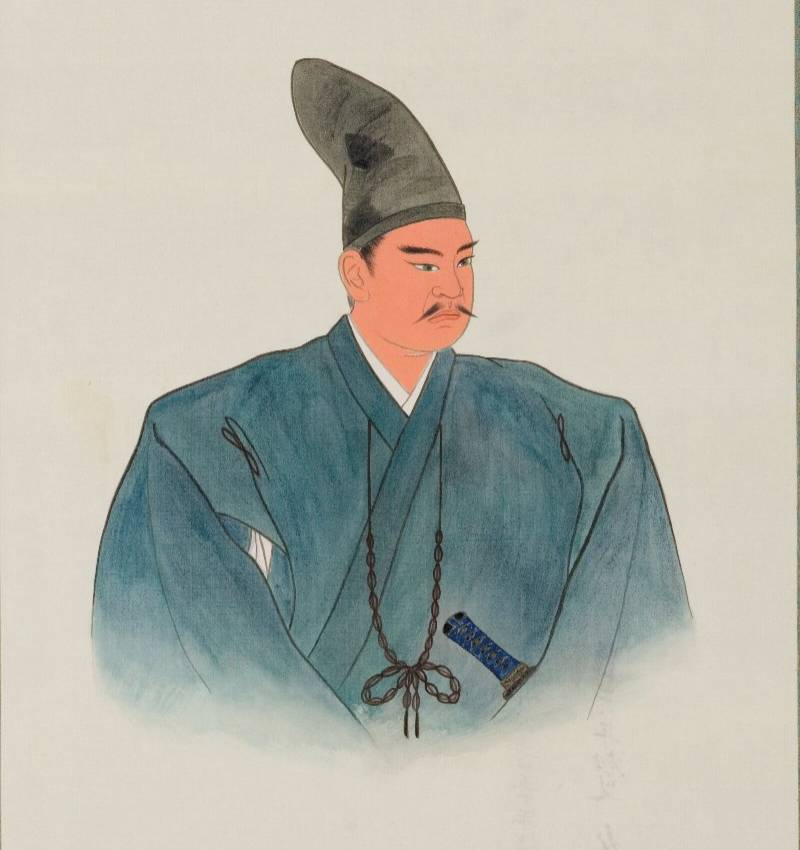
上杉景勝
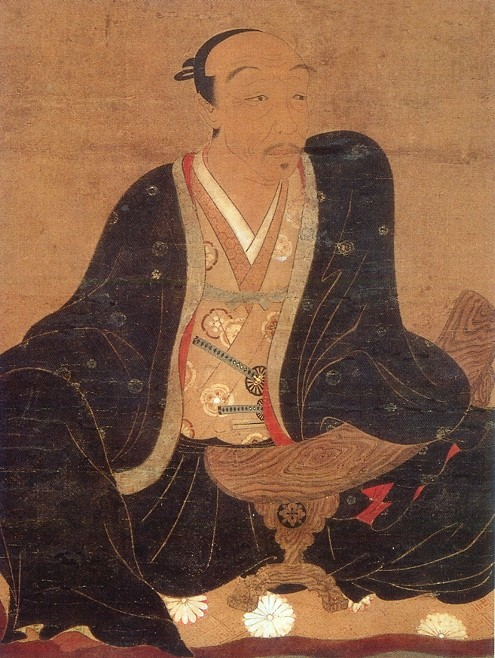
前田利家
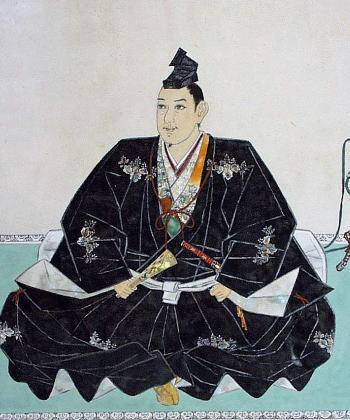
宇喜多秀家
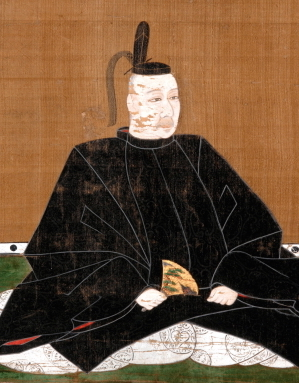
小早川隆景
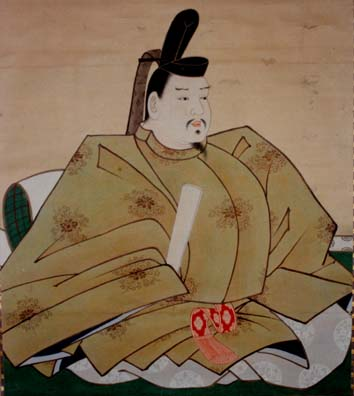
前田利長

家康・秀家・利家・輝元・隆景（景勝）の5人は、「御掟・御掟追加」の連署に名を連ね、他の大名とは異なる処遇を認められてもいた。隆景が欠けたのち、秀吉の遺命によって「五大老」（秀吉の遺書の明文では「五人の衆」）とされたのは、家康・利家・秀家・景勝・輝元の五人であり、利家の死後は家康・秀家・景勝・輝元・利長の五人が「五大老｣である。
なお、死去あるいは高齢・病気等によって家康が欠けた場合は嫡男（三男）・徳川秀忠が、利家が欠けた場合は嫡男・利長が跡を襲うことが秀吉遺命に定められていたが、他の三人が欠けた際の欠員補充については定めはなかった。
慶長4年春、家康と利家の話し合いの中で、家康次男・結城秀康を「六人目の大老」とする案が持ち上がったが、異論があったとみえて実現には至っていない。

## その呼称
秀吉の現存する遺書の明文では、家康らを「五人の衆」、三成らを「五人の物」としており、それ以外の呼称は確認できない。
一方、秀吉の死の直前から、三成らは、家康らを「御奉行衆」、自分たちを「年寄共」とした文書を多数発給している。この中には家康ら「五人之御奉行衆」に宛てた起請文も含まれている。毛利輝元や宇喜多秀家の文書にも、自分たちを「奉行」とする文言がある。この用法には、「御奉行衆」を「秀頼の命を奉じて執行する代行者もしくは補佐役」とする意味合いが含まれているとされる。もとより家康にとっては不本意な呼称であり、その発給文書で豊臣家吏僚を「年寄」と呼んだのは一例限り、自身を「奉行」と呼んだ例はないとされる。
一方、島津義久の書状では「御老中衆・御奉行衆」と、加藤清正の書状では「日本御年寄衆・御奉行衆」と、それぞれ家康らと三成らを呼び分けているが、これらが従前からの呼称とみられる。また、輝元家臣の内藤隆春は三成らを「五人之奉行」とし、醍醐寺座主・義演も三成らを「五人御奉行衆」としており、それぞれの状況・立場に応じて呼称していたことが窺える。
関ヶ原の戦いの折、前田玄以・増田長盛・長束正家の三人は、家康弾劾状「内府ちかひの条々」を諸大名に発したが、その文中でも家康らを「御奉行衆」、自分たちを「年寄共」としている。だが家康に与した大名や徳川家臣団は、玄以らを「奉行」と呼び、けっして彼らを「豊臣家年寄」とみなしてはいなかった。
なお、家康らを「老中」「年寄」と呼んだ例は上記の通りあるが、「大老」と呼んだ例は同時代の史料にはない。この呼称は、江戸期に入ってから江戸幕府大老になぞらえて作られた造語であるとされる。「五大老」の呼称は山鹿素行『武家事紀』に、「五奉行」は小瀬甫庵『太閤記』などに見られ、のち「五大老・五奉行」という呼び分けが定着するに至った。

## 研究・考察
旧来、「五大老」とは、淘汰された関白権力に代わり、太閤権力の下で国政を預かる国政機関を指す職制とされてきた。
だが近年、「五大老・五奉行」との呼び分けは誤用であり、「五奉行・五年寄」が正しいと指摘する論文を阿部勝則が発表した。この阿部論文中では今井林太郎や中村孝也がその著作中で家康や利長らを「奉行」としている先行研究を踏まえつつ、豊臣政権末期の公文書における「奉行」「年寄」の呼び分けが総括されている。そして、太閤権力の主従制的支配権を継承した御奉行五人に対して、年寄五人は統治権的支配権を担ったといえるのではないか、という指摘がなされている。
この阿部論文に対して、「五奉行・五年寄」の呼び分けは、三成ら秀吉側近の豊臣家吏僚が発した文書（および、その同調者が発した文書）に限られるとの堀越祐一の反論もなされて、研究はさらに深化している。
宮本義己は、秀吉は三成らの側近を政権運営の要とするため､奉行を｢年寄｣として名目的に重みを加えておく必要性を感じ､反対に家康以下の宿老を｢御奉行｣とよばせることで､勢威の減殺を図ったのではないかと指摘している。ただ一方、「五大老・五奉行」の制度は、秀吉生存時と没後では大きく変質しているとも指摘する。秀吉が企図していたのは家康と利家の専決による政権運営（「内府・大納言体制」）であり、合議制は秀吉の遺命には含まれていないとする。だが、秀吉の没後、三成らの主導で定められた十人衆起請文によって合議・多数決による政権運営（「十人衆合議体制」）が打ち出され、このとき初めて合議制が確定したとする。
一方、白峰旬は、『十六・七世紀イエズス会日本報告集』の五大老・五奉行に関する記載について論じ、十人衆は（家康も表向きは）秀吉の遺命に沿うよう心がけたと結論づけている。五大老・五奉行のスキームや権限・職務について決定し、集団指導体制を取るよう計ったのは死去直前の秀吉であったというのである。また、国家統治権について家康の権力だけを突出させることを秀吉は当初から意図していなかったとしている。
矢部健太郎によると、五大老制度の本質は豊臣政権の根幹をなしていた武家関白制と連動して形成された「清華成」（清華家並の家格を得ること。武家清華家）であり、その成立は秀吉の天下平定以前の天正16年（1588年）まで遡るとしている。すでに清華成を果たしていた家康・秀家に加えて、この年、輝元・景勝が、のち利家・隆景が清華成を果たし、これが後の五大老制の端緒になったとして、江戸幕府成立後に徳川氏が豊臣政権において毛利・上杉ら外様大名と同格扱いされていた事実（「清華成」）を隠す史料操作が行われていた可能性があると指摘していた。また、矢部は別の論文で、小早川隆景は「清華成」の時期など豊臣政権の家格秩序において一度も上杉景勝の上に立ったことがないのに先に大老になっているとするのは不自然であること、五大老制度の根拠になっている御掟が作成されたとされる文禄4年8月3日時点で上杉景勝は秀次事件を受けて伏見城に向かっている途中で御掟に連署することは不可能であるため事後承諾であったと考えられること（御掟の写本の中には景勝署名のものもある）、同じく御掟の本文中には景勝は家康・利家・輝元・隆景と並んで「乗物御赦免之衆」に含まれて同格扱いとなっていることから、景勝はこの時点で既に大老の列に加わっていたと考える方が自然であり、「大老五名」や「隆景没後に景勝が大老になった」というのは史料操作の結果に過ぎないとしている。なお、矢部によれば大老五名の初出は林羅山が寛永19年（1641年）に編纂した『豊臣秀吉譜』の天正19年（1591年）条と思われるが、この時期に家康・利家・輝元・秀家・隆景を1つの集団として扱われたことを示す史料は存在しないことを指摘している。